# I Still Remember
I Still Remember is de tweede single van het album A Weekend In The City van Bloc Party. Het nummer kwam op nummer 1 in de Kink 40.
De song was te horen in de televisieserie The O.C. op 8 februari 2007.

## Tracks

### CD
1. "I Still Remember" – 4:36
2. "Selfish Son" – 4:58
3. "I Still Remember (Music Box and Tears Remix)" – 5:03

### 7" (Gatefold)
1. "I Still Remember" – 4:36
2. "Atonement" – 3:49

### 7" (2)
1. "I Still Remember" – 4:36
2. "Cain Said To Abel" – 3:24

### PROMO CDM
1. "I Still Remember (Radio Edit)" – 3:51
2. "I Still Remember (UK Radio Edit)" – 3:50
3. "I Still Remember (Album Version)" – 4:23